# 미국 법전

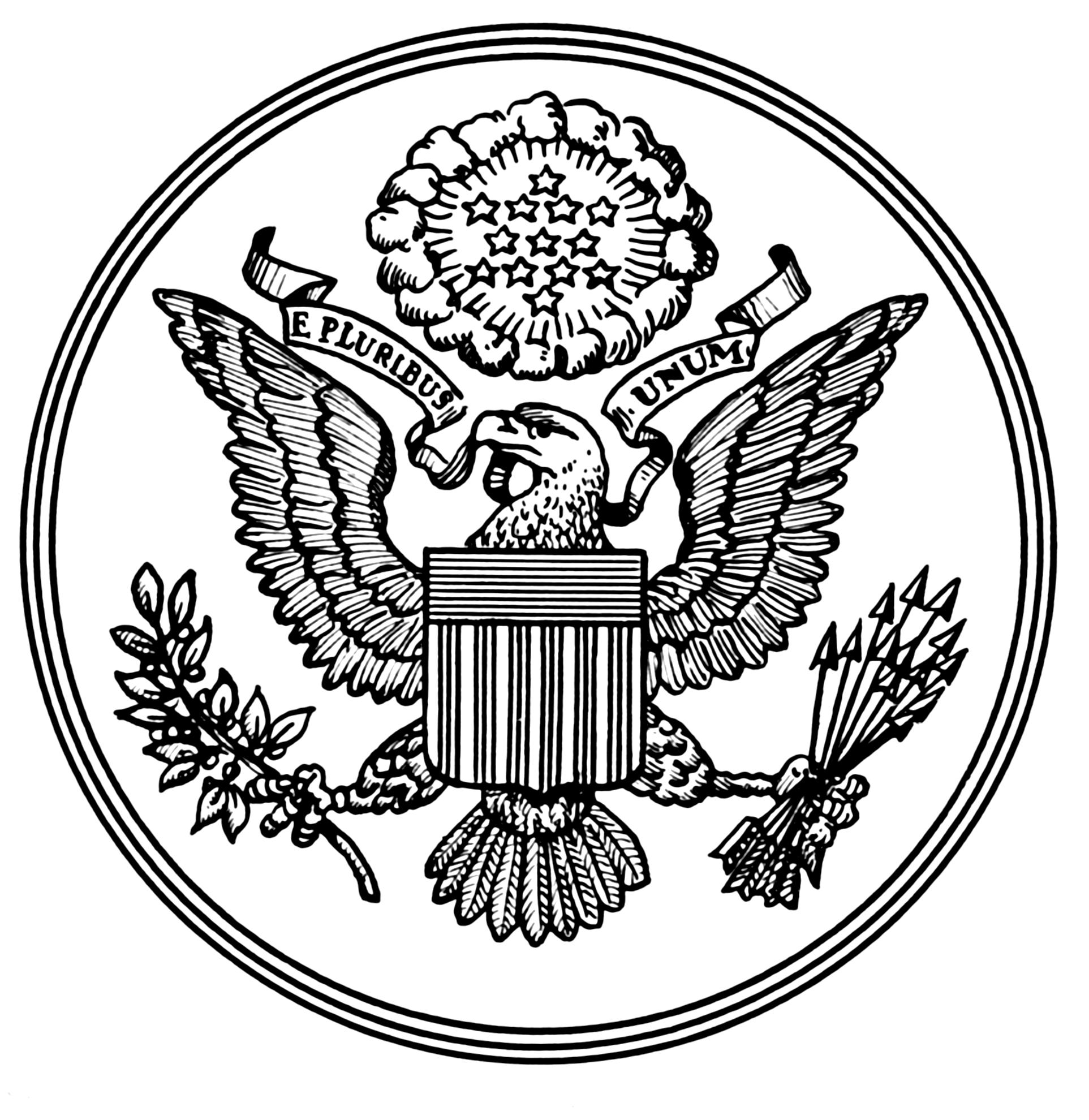

미국법전(United States Code, U.S. Code, U.S.C.)는 미국 연방 법률을 하나로 모은 것이다. 2012년 미국정부인쇄국(GPO)에서 발행한 미국법전은 20만 페이지 분량이다. 모두 51편으로 되어 있으며, 제18편이 형법 및 형사소송법이다.
미국정부인쇄국(GPO)과 미국 하원 법률개정협의사무국(Office of the Law Revision Counsel, LRC)은 각각 온라인으로 미국법전을 공개하고 있다. 개정된 지 18개월이 지난 버전이지만, 미국 정부의 공식 최신 버전이다.

## 목차
- 제1편 총론
- 제2편 의회
- 제3편 대통령
- 제4편 국기
- 제5편 정부조직법
- 제7편 농업
- 제8편 외국인과 국적법
- 제9편 중재법
- 제11편 파산법
- 제12편 은행법
- 제14편 해안경비
- 제15편 상법
- 제16편 보존법
- 제17편 저작권법
- 제18편 형법 및 형사소송법
- 제20편 교육법
- 제23편 고속도로법
- 제29편 노동법
- 제35편 특허법
- 제39편 우편법
- 제45편 철도법
- 제46편 선박법
- 제49편 교통법
- 제50편 전쟁법
- 제51편 국영 또는 민간의 우주 계획

## 법 체계
각 법은 다음과 같은 체계로 구성되어 있다. 16 U.S.C.로 표기하면 Title이 CONSERVATION인 제16편 보존법이라는 말이며, CHAPTER 31 - MARINE MAMMAL PROTECTION ACT는 개별법인 해양포유류보호법을 나타낸다.
- Title
  - Subtitle
    - Chapter
      - Subchapter
        - Part
          - Subpart
            - Section
              - Subsection
                - Paragraph
                  - Subparagraph
                    - Clause
                      - Subclause
                        - Item
                          - Subitem